# Cellana
Cellana is een geslacht van weekdieren uit de  familie van de Nacellidae.

## Soorten
- Cellana analogia T. Iredale, 1940
- Cellana ardosiaea (Hombron & Jacquinot, 1841)
- Cellana conciliata T. Iredale, 1940
- Cellana craticulata Suter, 1905
- Cellana cylindrica (Gmelin, 1791)
- Cellana denticulata Martyn, 1784
- Cellana dira (Reeve, 1855)
- Cellana eucosmia Pilsbry, 1891
- Cellana exarata (Reeve, 1854)
- Cellana flava Hutton], 1873
- Cellana garconi (Deshayes, 1863)
- Cellana granostriata (Reeve, 1855)
- Cellana grata Gould, 1859
  - Cellana grata stearnsi  H. A. Pilsbry, 1891
- Cellana howensis T. Iredale, 1940
- Cellana karachiensis Winckworth, 1930
- Cellana livescens (Reeve, 1855)
- Cellana mazatlandica Sowerby, 1839
- Cellana melanostoma Pilsbry, 1891
- Cellana nigrolineata Reeve, 1854
- Cellana oliveri Powell, 1955
- Cellana ornata Dillwyn, 1817
- Cellana pricei  A. W. B. Powell, 1973
- Cellana radians (Gmelin, 1791)
- Cellana radiata  I. von Born, 1778 
  - Cellana radiata capensis (Gmelin, 1791)
  - Cellana radiata cylindrica Gmelin, 1791
  - Cellana radiata enneagona  (L. A. Reeve, 1854) 
  - Cellana radiata orientalis  (H. A. Pilsbry, 1891) 
  - Cellana radiata radiata (Born, 1778)
- Cellana rota (Gmelin, 1791)
- Cellana sagittata (Gould, 1846)
- Cellana sandwicensis (Pease, 1861)
- Cellana solida Blainville, 1825
- Cellana stellifera Gmelin, 1791
- Cellana strigilis Powell, 1955
  - Cellana strigilis strigilis Hombron & Jacquinot, 1841
  - Cellana strigilis bollonsi Powell, 1955
  - Cellana strigilis chathamensis (Pilsbry, 1891)
  - Cellana strigilis flemingi Powell, 1955
  - Cellana strigilis oliveri Powell, 1955
  - Cellana strigilis redimiculum (Reeve, 1854)
- Cellana taberna Powell, 1973
- Cellana taitensis . F. Röding, 1798
- Cellana talcosa Gould, 1846
- Cellana testudinaria Linnaeus, 1758
- Cellana toreuma Reeve, 1855
- Cellana tramoserica Holten, 1802
- Cellana turbator  T. Iredale, 1940
- Cellana vitiensis  A. W. B. Powell, 1973
- Cellana ampla
- Cellana ardosioea Hombron & Jacquinot, 1841
- Cellana argentata Sowerby, 1839
- Cellana enneagona L. A. Reeve, 1854
- Cellana nigrisquamata  L. A. Reeve, 1854 
  -  Cellana profunda mauritiana  H. A. Pilsbry, 1891

## Uitgestorven soorten
- † Cellana carpenteriana Skwarko, 1966
- † Cellana cophina Powell, 1973
- † Cellana cudmorei Chapman & Gabriel, 1923
- † Cellana deformis (K. Martin, 1883)
- † Cellana hentyi Chapman & Gabriel, 1923
- † Cellana thomsoni Powell & Bartrum, 1929